# 文莱国家奥林匹克理事会
文莱国家奥林匹克理事会是文萊的國家奧林匹克委員會。該組織成立於1984年。1996年，他們首次派員參加在美國亞特蘭大的夏季奧運會。此後，他們參加了隨段兩屆的奧運會。然而，在2008年，由於文萊奧林匹克委員會未能及時成運動員報名參賽而無法參加同一年的北京奧運。
另外，由於文萊是回教國家，該國在2012年前從未派出女子運動員參賽，直至同年的倫敦奧運會，才有女選手參賽。
現時，汶萊國家奧林匹克理事會的總部設在首都斯里巴加灣市，主席是Haji Sufri Bolkiah王子。

## 資料來源
1. ↑  Brunei expelled from Olympics' opening ceremony 的存檔，存档日期2012-02-15.
2. ↑  "Big leap for Arab women at the London Olympics" （页面存档备份，存于） Gulf News 2012 7 20

## 外部連結
- 官方網頁 （页面存档备份，存于）